# 富士通
富士通公司（日語：富士通株式会社）是一家源自於日本的綜合跨國電子製造公司與資訊科技（ICT）服務公司。總部位於東京。該公司主要產品為各類通訊系統、資訊處理系統與電子產品（半導體、超級電腦、個人電腦、伺服器）、數位轉型解決方案及相關服務。
作為一家全球IT服務供應商，富士通在日本國內市佔率排名第一、全球第十（2022年）。其銷售額則為日本國內排名第1、世界第4（2015）。

## 歷史
1935年，「富士通信機製造」成立，為富士電機製造株式會社（今富士電機控股株式會社）的一個分支，依次成為古河電氣工業（Furukawa Electric Company）與西門子公司（Siemens AG）的合資企業。儘管與古河財閥有關聯，富士通避開了盟軍佔領時期的分割解散，業務大部分未受損害。
1954年，富士通硏製出日本第一台電腦FACOM 100；七年後，它的晶狀管兄弟機FACOM 222加入競爭。1967年，公司的名字正式改為縮寫Fujitsū（富士通）。
標語“The possibilities are infinite”在主要廣告中的商標後方可見，在Fujitsu一詞中J及I字上方可找到一個小型的商標，該小型商標的橫向八字與無限大的符號相似。
今日，富士通雇用了大約158,000名員工以及在其子公司中雇用了500名員工，以合資富士通西門子（1999年成立）的形式恢復與西門子活躍的合作關係，該公司為歐洲最大的資訊科技供應商，富士通及西門子各擁有一半控制權。富士通視IBM為國際市場上的主要對手，NEC為國內的對手。英國的International Computers Ltd（ICL）與美國的Amdahl及Rapidigm皆為「富士通服務」的品牌。
2010年10月1日設立的合資公司富士通東芝行動通訊（Fujitsu Toshiba Mobile Communications Limited），富士通持有80.1%股權主導合資公司營運，東芝則持有剩餘的19.9%股權。
2012年4月3日富士通向東芝收購富士通東芝行動通訊餘下的19.9%股份，成為獨資企業，並且已經在4月1日起正式將公司名稱更換為富士通行動通訊股份有限公司（Fujitsu Mobile Communications Limited）。
2012年10月1日，富士通子公司富士通半導體（Fujitsu Semiconductor）和 Panasonic系統LSI部門正式宣佈將把旗下的LSI（大型積體電路）設計、研發部門與後者合併，建立全新的合資公司。
2014年7月31日，富士通半导体（Fujitsu Semiconductor）和安森美半导体（ON Semiconductor）宣布战略合作协议（晶圆代工服务协议及安森美半导体收购8英寸会津若松晶圆厂10%股份协议。
2015年12月24日，富士通分拆 PC 及行動手機業務，分別成立 Fujitsu Client Computing Limited 及 Fujitsu Connected Technologies 2 家全資子公司。
2017年11月2日，富士通宣佈與聯想集團（Lenovo）與日本政策投資銀行（Development Bank of Japan Inc.) 建立戰略合作關係，期望提升聯想和富士通的個人電腦業務在全球市場的競爭力。聯想集團將作價178.5億日圓收購富士通子公司Fujitsu Client Computing Limited（FCCL）的51%股權，再視乎FCCL到2020年的表現，額外提供25.5億至127.5億日圓的收購費用。日本政策投資銀行則投放25億日圓收購該公司5%的股份。交易預料在2018年第一季完成。
2019年於東京舉行的富士通年度論壇中，富士通現場曾展示以Arm架構技術為基礎開發的A64FX晶片，當時以Post-K稱呼「京」超級電腦的後繼系統，並展示原型設計所使用的A64FX晶片，該晶片採用Armv8.2-A指令集，內建 32GB 的HBM 2記憶體。
2020年6月23日，以富士通 A64FX SOC為基礎，打造出全球最快超級電腦「富岳」。富岳共有158,976個節點，尖峰性能可達到1 exaflops（1,000 petaflops）。

## 產品

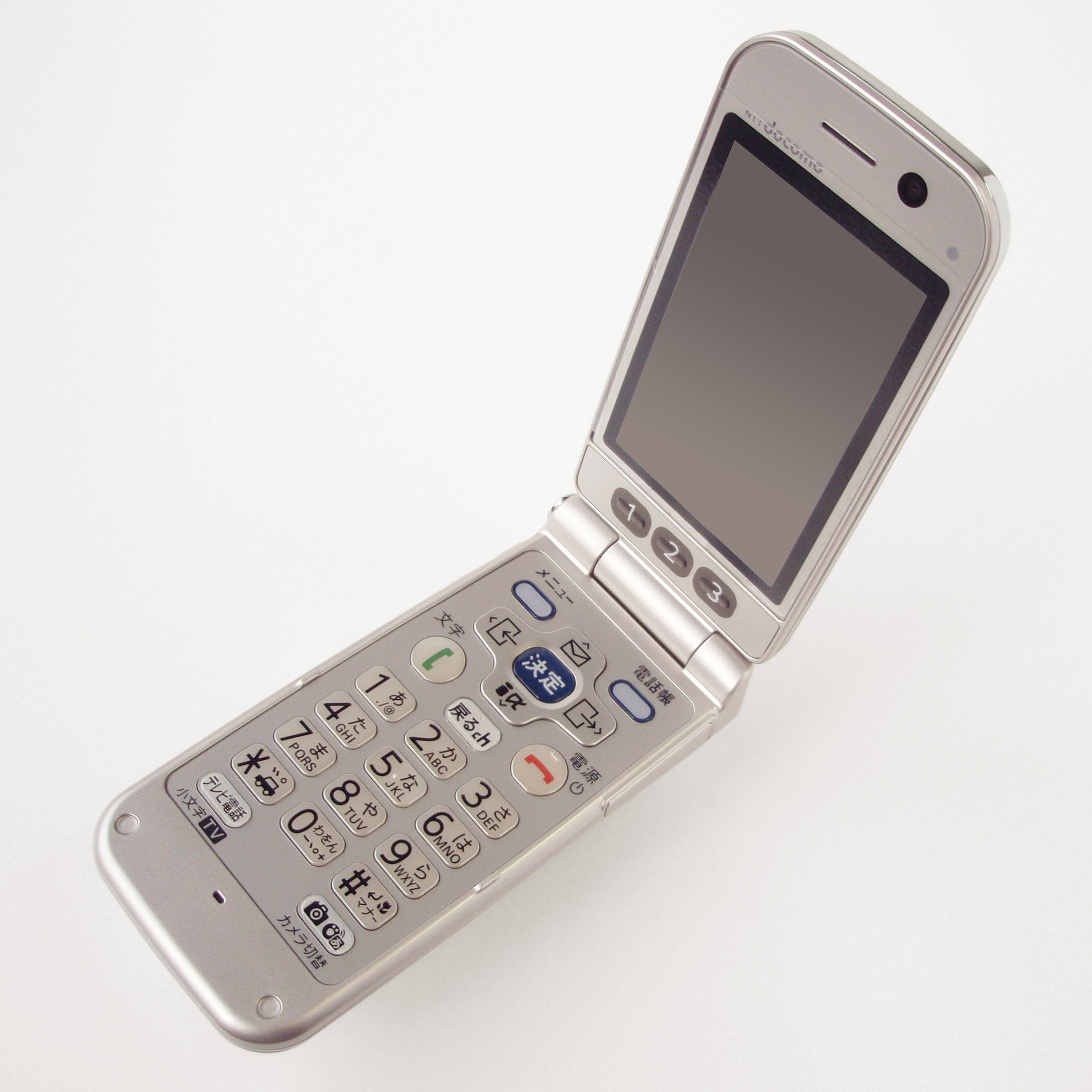
docomo F-10A手機
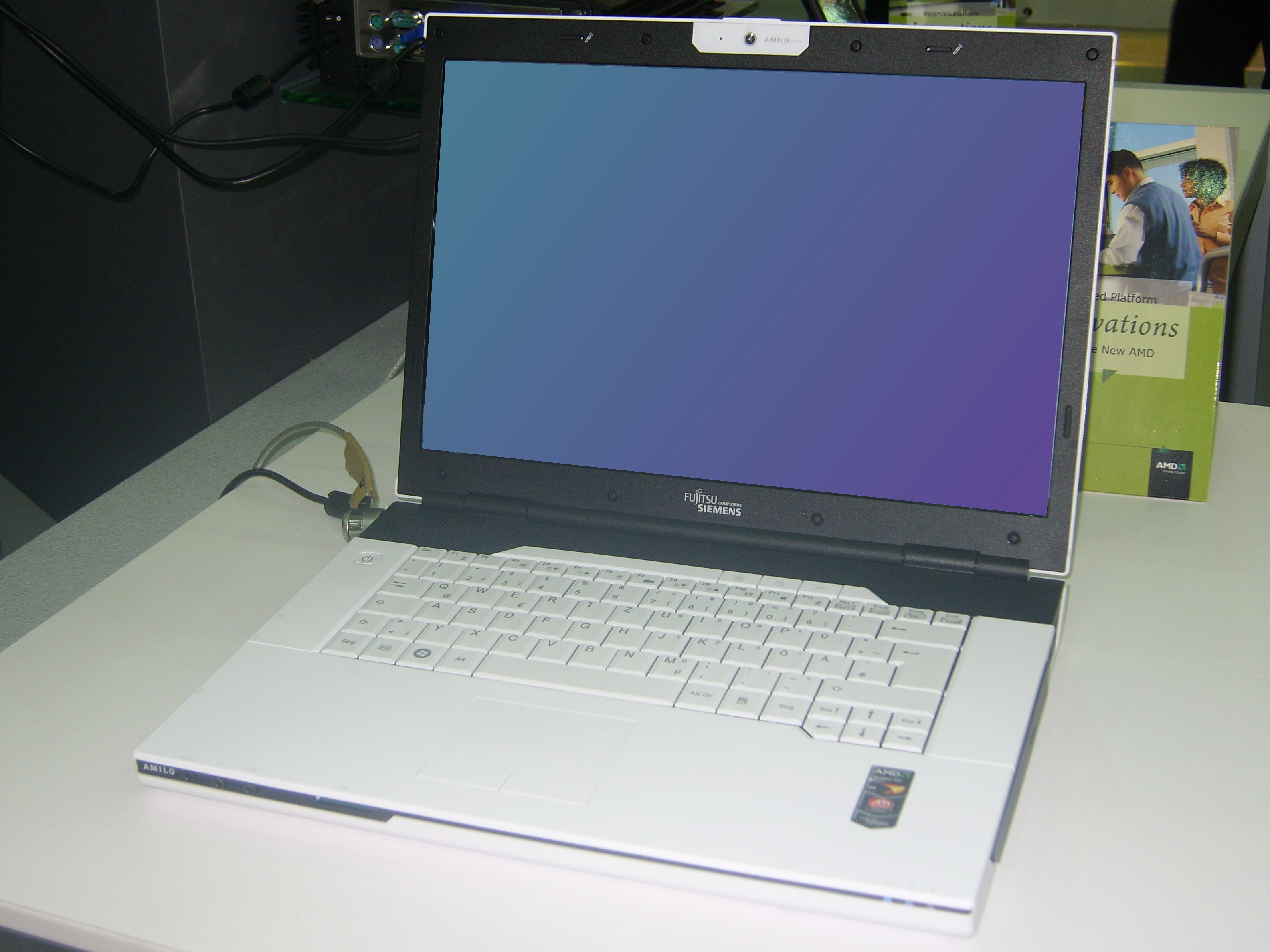
XA3530筆電
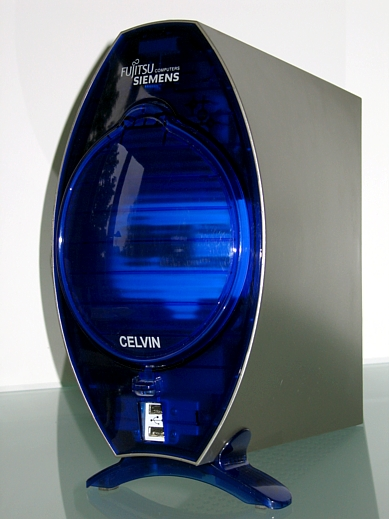
富士西門子桌上電腦
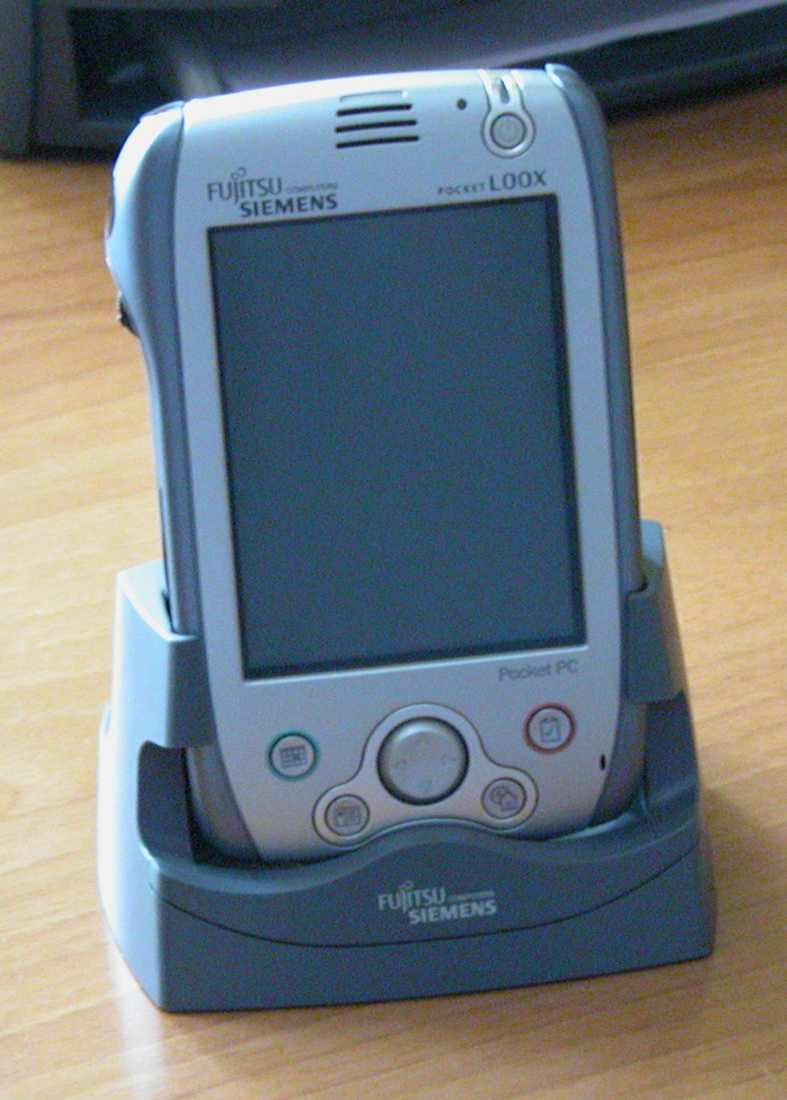
LOOX 600掌上機
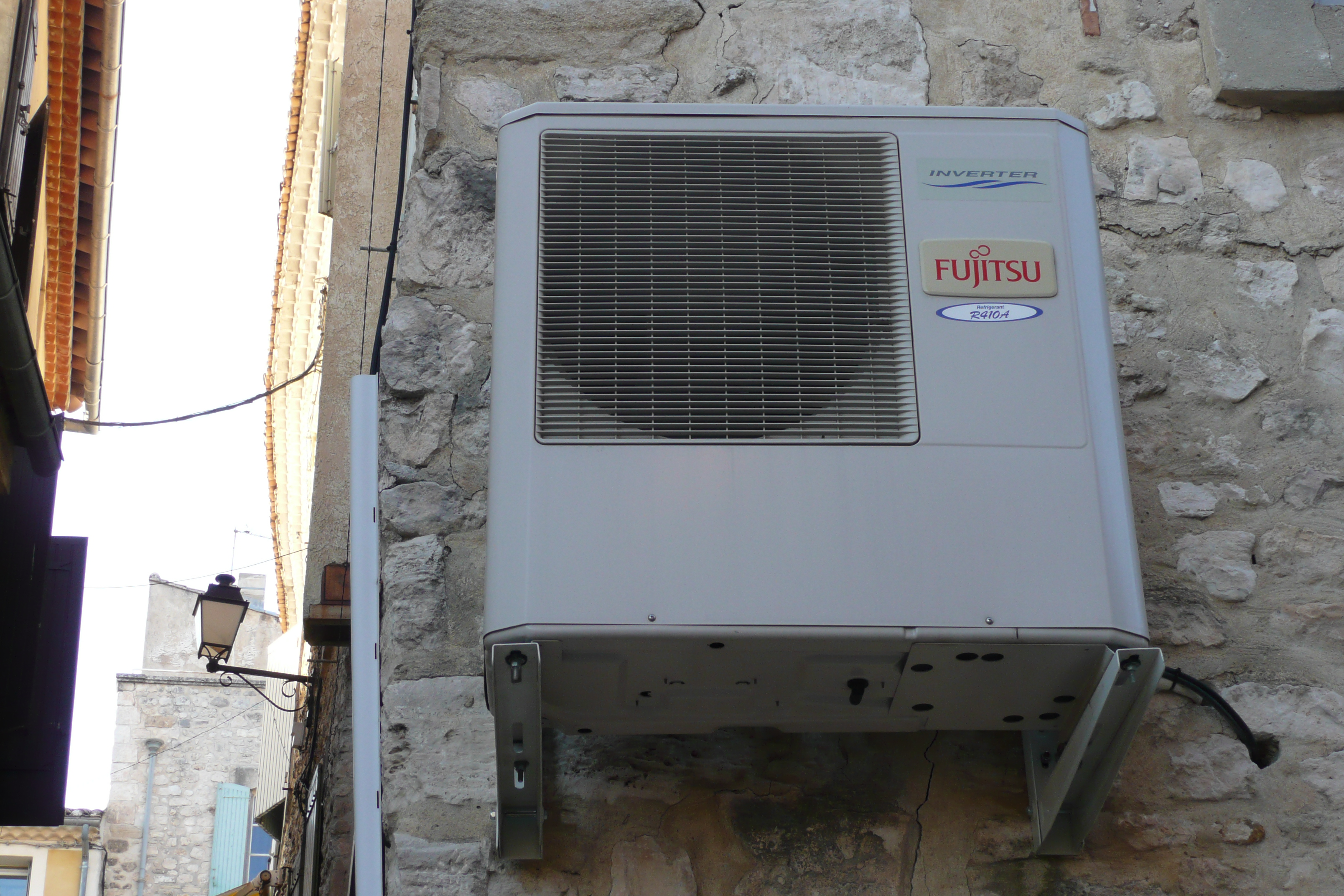
富士通空調
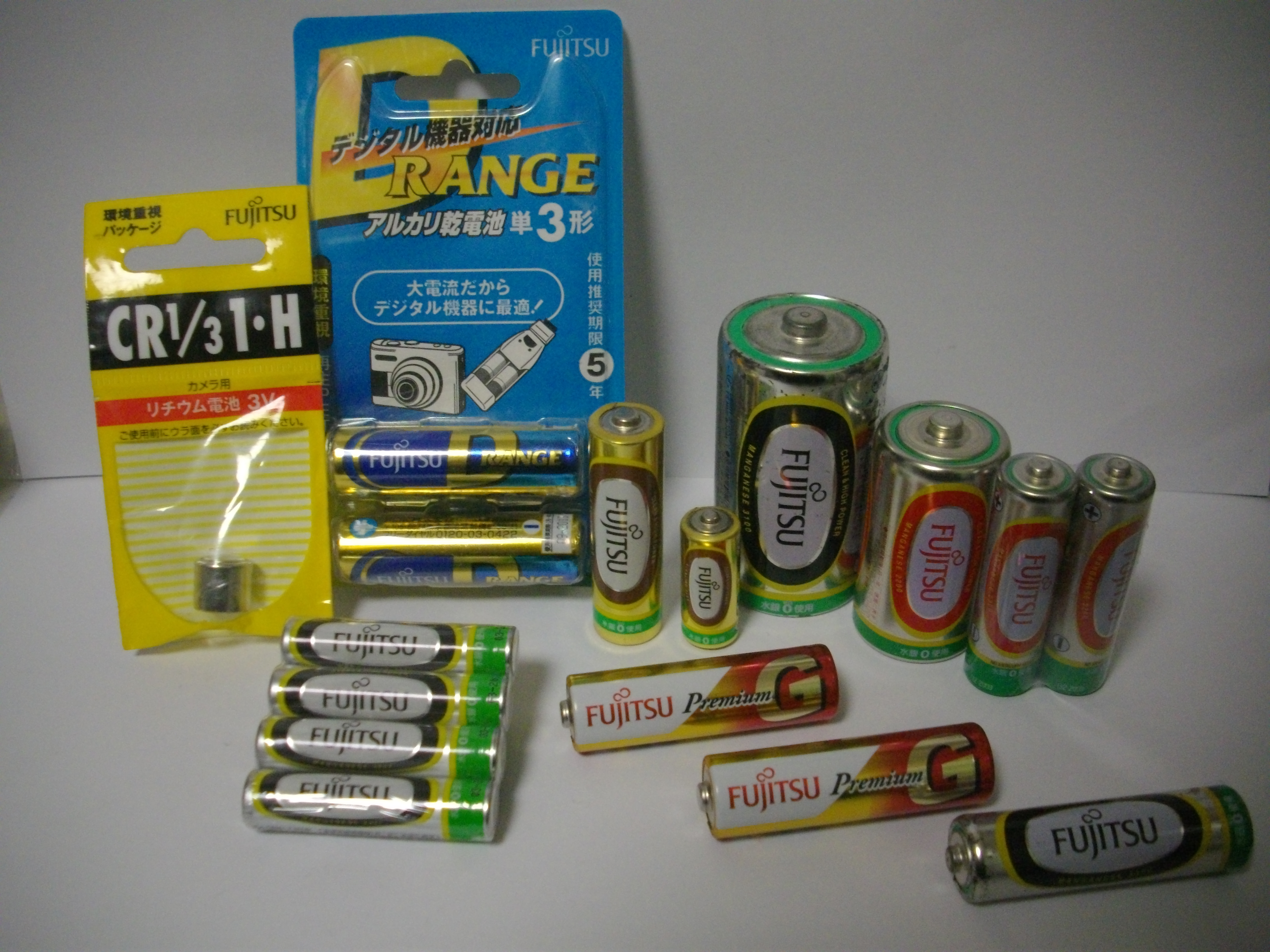
富士通乾電池
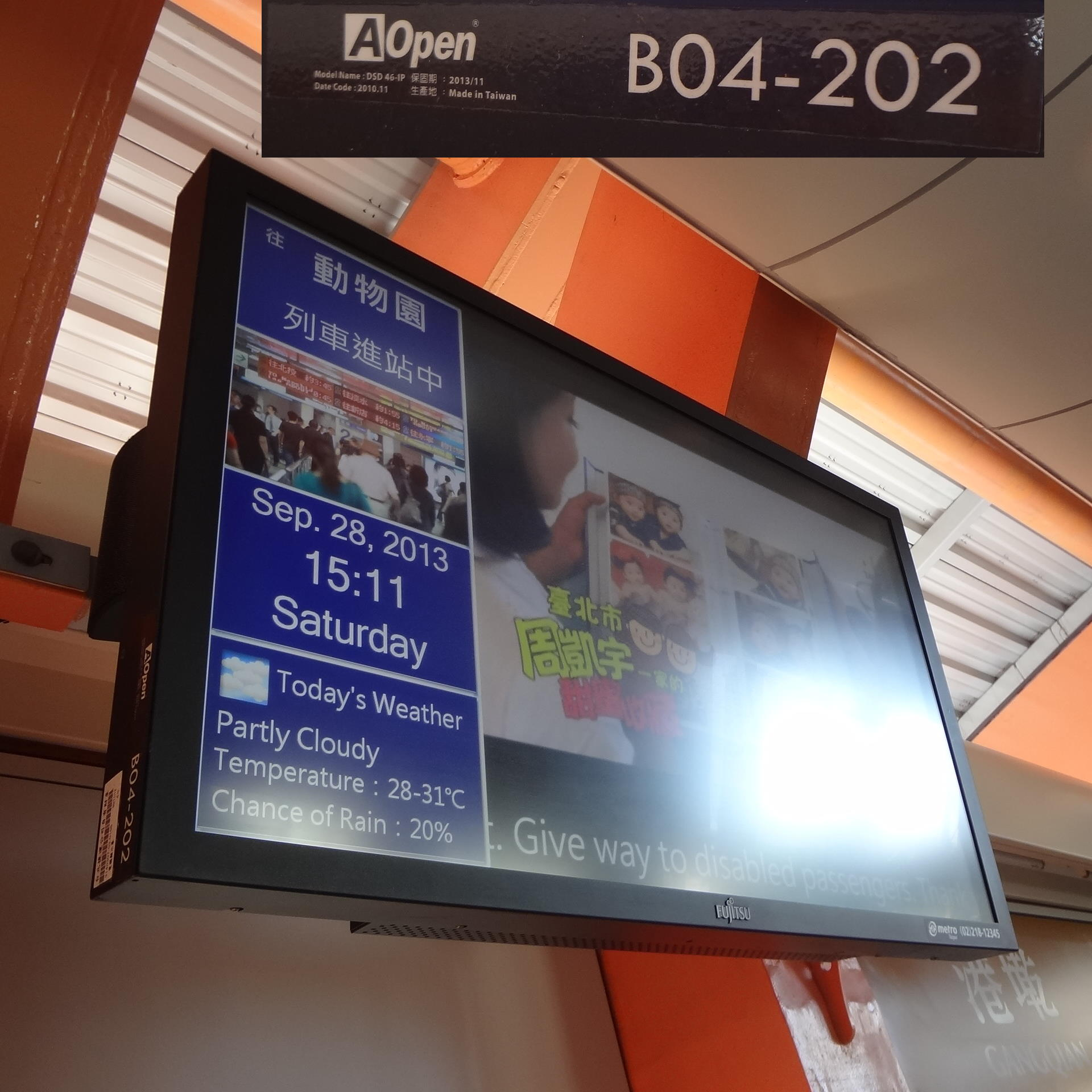
公共場所用DSD
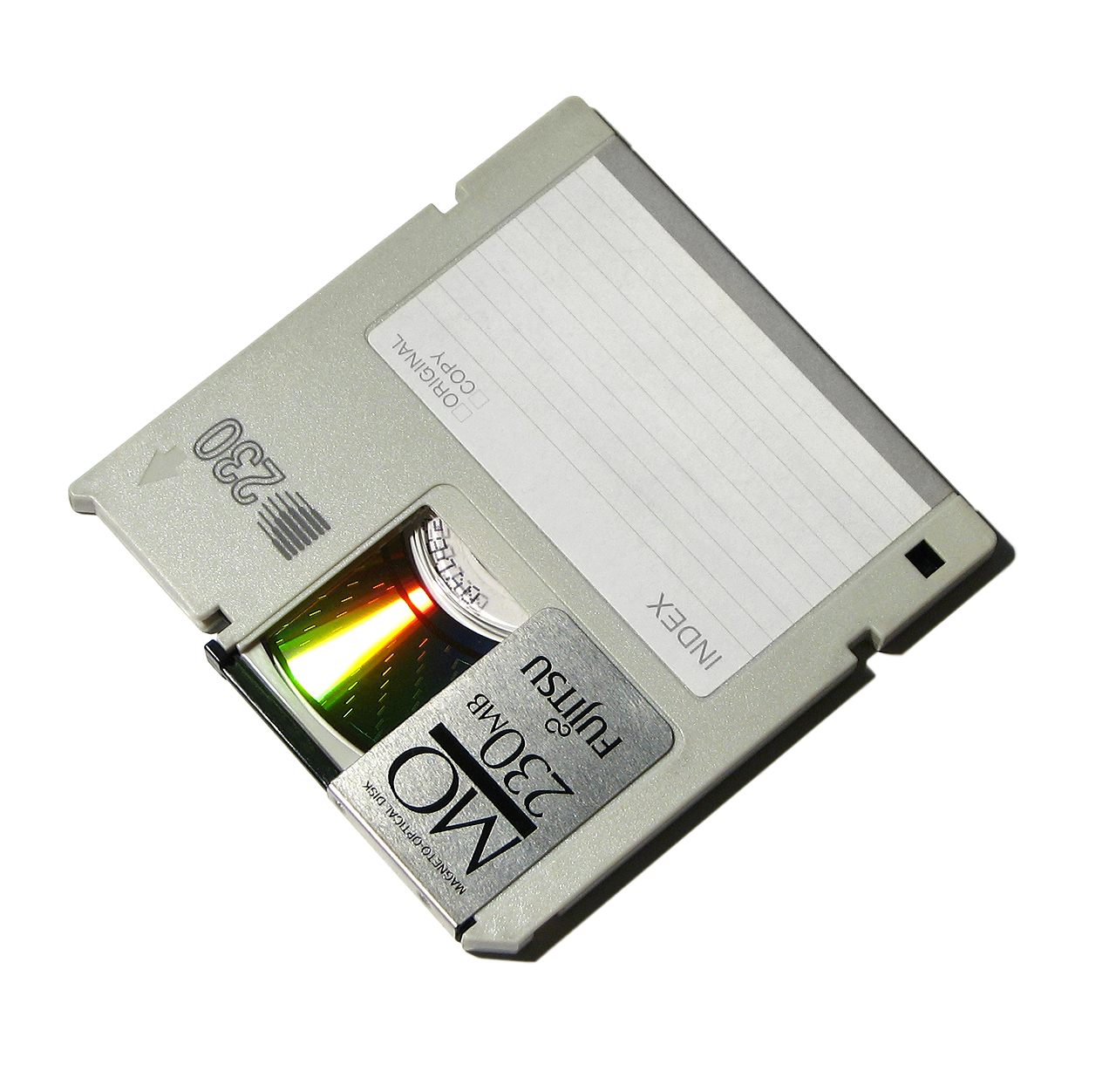
富士通磁光碟
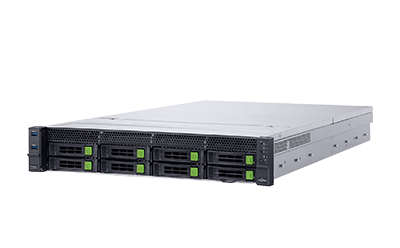
Server PRIMERGY GX2460 M1

## 海外公司
- 香港商富士通電子亞太有限公司（香港分公司）

香港九龍九龍灣宏照道38號5號企業廣場2座33樓2室
- 香港商富士通電子亞太有限公司（台灣分公司）

台北市信義區市民大道6段288號8F之7（松山車站潤泰松山車站大樓B棟） 
- 台灣富士通股份有限公司

台北市中正區中華路一段39號19F（台糖大樓） 
- 台灣富士電化股份有限公司

台北市中正區重慶南路一段57號8F之4
- 台灣富士通科技服務股份有限公司

新北市中和區板南路653號7F
- 富晶通科技股份有限公司

桃園市龜山區（華亞科技園區）華亞三路50號3F
- 台灣富士通將軍國際股份有限公司

台中市北屯區崇德路2段416號4F之1

## 外部連結
- 台灣富士通（FUJITSU Taiwan）官網 （页面存档备份，存于）
- 台灣富士通（FUJITSU Taiwan）的Facebook專頁
- 台灣富士通（FUJITSU Taiwan）的Instagram專頁
- YouTube上的台灣富士通（FUJITSU Taiwan）頻道
- FUJITSU Taiwan-【富士通Podcast-富激旨】 （页面存档备份，存于）
- FUJITSU LIFEBOOK Club- Taiwan的Facebook專頁
- 全球富士通（FUJITSU Global）官網 （页面存档备份，存于）
- 日本富士通（FUJITSU Japan）官網 （页面存档备份，存于）
- 富士通的歷史- 富士通の歩み（沿革） （页面存档备份，存于）
- 富士通クラウド（FUJITSU Cloud）的Facebook專頁
- 富士通株式会社（FUJITSU Japan）的Facebook專頁
- YouTube上的富士通株式会社（FUJITSU Japan）頻道
- 中國富士通（FUJITSU China）官網 （页面存档备份，存于）